# Distretto di Changlang
Il distretto di Changlang è un distretto dell'Arunachal Pradesh, in India, di 124 994 abitanti. Il suo capoluogo è Changlang.